# Trocherateina hermaea
Trocherateina hermaea là một loài bướm đêm trong họ Geometridae.